# Felix Fuders
Felix Fuders (* 16. Januar 1975) ist ein deutscher, in Chile wirkender Ökonom.

## Leben
Felix Fuders studierte an der Universität Erlangen-Nürnberg und
promovierte dort im Jahr 2006.
Seit 2010 ist Fuders Professor für Volkswirtschaftslehre an der Universidad Austral de Chile und vertritt dort die Fächer Mikroökonomie, Ökologische Ökonomie sowie Wirtschafts- und Geldpolitik. Er ist seit 2016 Direktor des volkswirtschaftlichen Instituts (Instituto de Economía) der Universität.
Fuders beschäftigt sich in seiner Forschung mit Regionalentwicklung, Geldpolitik und ökologischer Ökonomie. Er vertritt das Konzept einer Natürlichen Wirtschaftsordnung (Silvio Gesell), in der das Marktgleichgewicht im Modell des vollkommenen Wettbewerbs nicht mehr durch ein Geldsystem und eine territoriale Ordnung verzerrt wird, die der menschlichen Natur widersprechen. Fuders skizzierte zudem die Idee einer „Ökonomie der Nächstenliebe“ in der nicht das Anhäufen von Geld, sondern der Wunsch, zum Wohle aller etwas beitragen zu können, Triebfeder unseres Handelns ist. Allokationseffizienz würde ganz ohne Wettbewerbsdruck erreicht. Menschen erreichten ihr Glück, indem sie einander durch Einsatz ihrer Talente dienen.
Fuders war zudem maßgeblich an dem Entwurf eines Indexes beteiligt (Índice de Desarrollo a Escala Humana), mit dem der Entwicklungsgrad einer Region anhand der Verwirklichung fundamentaler menschlicher Bedürfnisse festgestellt werden kann. Dieser Index basiert auf der Bedürfnismatrix von Manfred Max-Neef, Martin Hoppenhayn und Antonio Elizalde.
Fuders ist Direktor des  Right Livelihood College – Campus Valdivia, Mitglied der Gesellschaft für Nachhaltigkeit und im Netzwerk für Nachhaltige Ökonomie. Seit 2017 ist er 1. Vorsitzender der Initiative für Natürliche Wirtschaftsordnung.

## Veröffentlichungen (Auswahl)
- Felix Fuders, Money for Smarter Cities: How Regional Currencies Can Help to Promote a Decentralised and Sustainable Regional Development, in: Dick et al. (eds.), Decentralisation and Regional Development – Experiences and Lessons from Four Continents over Three Decades, Springer Nature, Cham (2016: 155–185), ISBN 978-3-319-29365-3.
- Felix Fuders, Cristián Mondaca, Mustapha Azungah Haruna: The Central Bank’s dilemma, the Inflation-Deflation Paradox and a new interpretation of the Kondratieff waves, in: Economía (XXXVIII/36: 33–66), ISSN 1315-2467.
- Felix Fuders; Manfred Max-Neef: Local Money as Solution to Capitalist Global Financial Crises, in: Michael Pirson et al. (eds.), From Capitalistic to Humanistic Business, Palgrave-Macmillan, London (2014: 157 – 189), ISBN 978-1-137-46818-5.
- Fuders, Vanessa Nowak: The Economics of Love: How a meaningful and mindful life can promote allocative efficiency and happiness, in: Steinebach und Langer (eds.), Enhancing Resilience in Youth – Mindfulness-Interventions in Positive Environments, Springer Nature, Cham (2019: 259 – 277), ISBN 978-3-030-25512-1.
- Felix Fuders, Pablo Donoso (Eds.), Ecological Economic and Socio Ecological Strategies for Forest Conservation - A Transdisciplinary Approach Focused on Chile and Brazil, Springer, Cham 2020, ISBN 978-3-030-35378-0.
- Felix Fuders, Pablo Donoso (eds.), Ökologisch-ökonomische und sozio-ökologische Strategien zur Erhaltung der Wälder - Ein transdisziplinärer Ansatz mit Fokus auf Chile und Brasilien, Springer Nature, Cham 2023, ISBN 978-3-031-29469-3, doi:10.1007/978-3-031-29470-9.
- Felix Fuders, How to Fulfil the UN Sustainability Goals - Rethinking the Role and Concept of Money in the Light of Sustainability, Springer Nature, Cham 2023, ISBN 978-3-031-37767-9, doi:10.1007/978-3-031-37768-6.
- Felix Fuders, Wie man die UN-Nachhaltigkeitsziele erfüllt – Wieso wir das Rollen- und Konzeptverständnis von Geld im Lichte der Nachhaltigkeit neu überdenken sollten, Springer Nature, Berlin 2025, ISBN 978-3-031-80571-4, doi:10.1007/978-3-031-80572-1